# Barkhad Abdi

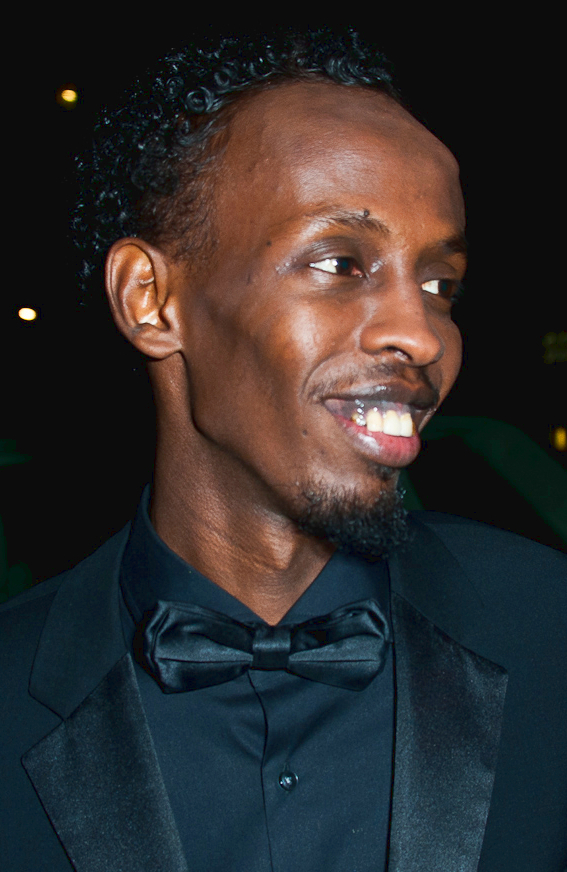
Barkhad Abdinasir Abdi auf dem New York Film Festival 2014

Barkhad Abdinasir Abdi (* 10. April 1985 in Mogadischu) ist ein US-amerikanisch-somalischer Filmschauspieler.

## Leben
Im Alter von sieben Jahren floh Barkhad Abdi 1992 mit seinen Eltern aus dem bürgerkriegsgeschüttelten Somalia über Äthiopien in den Jemen, wo er bis 1999 aufwuchs. Danach gewann die Familie bei der Green-Card-Lotterie eine Aufenthaltsgenehmigung für die USA. Hier ließen sie sich in Minnesota nieder, wo Abdi später Student an der Minnesota State University Moorhead war. Bevor er Schauspieler wurde, verdiente sich Abdi als Chauffeur von Limousinen und Discjockey in Minneapolis seinen Lebensunterhalt.
Abdi geriet wiederholt mit dem Gesetz in Konflikt. Am 2. Februar 2004 wurde er verhaftet, da er, zu diesem Zeitpunkt noch nicht 21 Jahre alt, ein alkoholisches Getränk erworben hatte. Da er zudem der Polizei einen falschen Namen genannt hatte, verbrachte er 90 Tage im Bezirksgefängnis von Clay County und wurde zur Zahlung einer Geldstrafe von 1000 Dollar verurteilt. Ein Jahr später, am 1. Juni 2005, wurde er wegen Kreditkartenbetrugs zu einer Gefängnisstrafe von 200 Tagen, ebenfalls in Clay County, verurteilt. Am 18. August 2012 wurden Abdi und ein Freund in Black Hawk County im US-Bundesstaat Iowa wegen des Besitzes von Marihuana und Kathstrauch verhaftet. Später wurde das Verfahren von den Strafverfolgungsbehörden von Iowa eingestellt.
2013 konnte er für eine Hauptrolle in dem auf Tatsachen beruhenden Filmdrama Captain Phillips gewonnen werden. Für seine Verkörperung eines somalischen Piraten wurde Abdi, für den es seine erste Filmrolle war, mit einem BAFTA-Award ausgezeichnet. Außerdem wurde er für zahlreiche Filmpreise nominiert, darunter den Screen Actors Guild Award, den Golden Globe Award und den Oscar.

## Filmografie (Auswahl)
- 2013: Captain Phillips
- 2015: Hawaii Five-0 (Fernsehserie, Episode 5x15)
- 2015: Eye in the Sky
- 2015: Wolf Who Cried Boy (Kurzfilm)
- 2016: Der Spion und sein Bruder (Grimsby)
- 2017: Good Time
- 2017: Erpressung – Wie viel ist deine Familie wert? (Extortion)
- 2017: Blade Runner 2049
- 2017: Good Time
- 2017: The Pirates of Somalia
- 2018: Die unglaubliche Reise des Fakirs, der in einem Kleiderschrank feststeckte (The Extraordinary Journey of the Fakir)
- 2019: Castle Rock (Fernsehserie, 10 Episoden)
- 2022: Mut wächst nicht auf Bäumen (Tyson’s Run)
- 2023–2024: The Curse (Fernsehserie, 6 Episoden)

## Auszeichnungen
- 2013: BAFTA Award als bester Nebendarsteller
- 2013: Black Reel Award: als bester Nebendarsteller
- 2013: Black Reel Award: bester Newcomer
- 2013: Capri Breakout Actor Award
- 2013: Boston Society of Film Critics Award for Best Supporting Actor (2. Platz)
- 2013: Dallas-Fort Worth Film Critics Association Award  als bester Nebendarsteller(3. Platz)
- 2013: London Film Critics’ Circle Award als bester Nebendarsteller
- 2013: National Society of Film Critics Award als bester Nebendarsteller (3. Platz)
- 2013: Nominiert Academy Award als bester Nebendarsteller
- 2013: Nominiert Alliance of Women Film Journalists als bester Nebendarsteller
- 2013: Nominiert Awards Circuit Community Award als bester Nebendarsteller
- 2013: Nominiert Broadcast Film Critics Association Award als bester Nebendarsteller
- 2013: Nominiert Central Ohio Film Critics Association Award als bester Nebendarsteller
- 2013: Nominiert Chicago Film Critics Association Award als bester Nebendarsteller
- 2013: Nominiert Chicago Film Critics Association als bester Newcomer
- 2013: Nominiert Dallas–Fort Worth Film Critics Association Award als bester Nebendarsteller
- 2013: Nominiert Denver Film Critics Society Award als bester Nebendarsteller
- 2013: Nominiert Detroit Film Critics Society als bester Nebendarsteller
- 2013: Nominiert Georgia Film Critics Association Award als bester Nebendarsteller
- 2013: Nominiert Empire Awards als bester Newcomer
- 2013: Nominiert Gold Derby Award als bester Nebendarsteller
- 2013: Nominiert Golden Globe Award als bester Nebendarsteller
- 2013: Nominiert Houston Film Critics Society Award als bester Nebendarsteller
- 2013: Nominiert MTV Movie Award als bester Bösewicht
- 2013: Nominiert National Society of Film Critics Award als bester Nebendarsteller
- 2013: Nominiert Online Film Critics Society Award als bester Nebendarsteller
- 2013: Nominiert San Francisco Film Critics Circle Award als bester Nebendarsteller
- 2013: Nominiert Screen Actors Guild Award als bester Nebendarsteller
- 2013: Nominiert St. Louis Gateway Film Critics Association Award als bester Nebendarsteller